# Giro d’Italia 2025/4. Etappe
Die 4. Etappe des Giro d’Italia 2025 fand am 13. Mai 2025 statt. Sie war der erste Abschnitt der 108. Austragung des italienischen Etappenrennens der auf italienischem Boden ausgetragen wurde. Die Strecke führte über 189 flache Kilometer von Alberobello nach Lecce. Nach der Etappe hatten die Fahrer insgesamt 522,7 Kilometer zurückgelegt, was 15,18 % der Gesamtdistanz entspricht. Die Organisatoren der Rundfahrt bewerteten die Schwierigkeit der Etappe mit einem von fünf Sternen.
Den Etappensieg sicherte sich der Niederländer Casper van Uden (Team Picnic PostNL) im Massensprint vor Olav Kooij (Team Visma-Lease a Bike) und Maikel Zijlaard (Tudor Pro Cycling Team). Mads Pedersen (Lidl-Trek) verteidigte das Rosa Trikot.

## Streckenverlauf
Der neutralisierte Start erfolgte in Alberobello auf der Via Edmondo de Amicis. Die ersten Kilometer führten auf unterschiedlichen schmalen Straßen durch das Zentrum des Startorts, ehe es über die Via Giovanni XXIII auf die SP239 ging. Hier wurde das Rennen nach sechs Kilometern freigegeben.
Nach dem offiziellen Start führte die Strecke nach Noci, ehe in Putignano (372 m) bei Kilometer 16,6 eine Bergwertung der 4. Kategorie ausgefahren wurde. Über Castellana Grotte ging es nach Polignano a Mare, wo die Fahrer die Mittelmeerküste erreichten. Zudem wurde hier nach 39,3 Kilometern der erste Zwischensprint ausgefahren. Nun drehte die Strecke gen Süden und führte durch Monopoli, Fasano nach Ostuni, wo nach 84,2 Kilometern am Ende einer kurzen Steigung der Red Bull-Kilometer ausgefahren wurde. Danach ging es über Ceglie Messapica und Francavilla Fontana, wobei kaum Höhenmeter absolviert werden mussten. In der zweiten Etappenhälfte ging es durch Oria, Torre Santa Susanna nach San Pancrazio Salentino, wo bei Kilometer 135,3 der zweite Zwischensprint erfolgte. Im Finale wurde Lecce aus nordwestlicher Richtung über Guagnano und Campi Salentina erreicht. Im Anschluss musste ein 12 Kilometer langer Rundkurs im Osten der Stadt absolviert werden. Der Zielstrich befand sich dabei auf der Via Francesco Calasso am Ende einer 450 Meter langen Geraden.
|                            | Ort                     | Kilometer | Länge (km) | Höhe (m) | Ø Steigung | max. Steigung |
| -------------------------- | ----------------------- | --------- | ---------- | -------- | ---------- | ------------- |
| neutralisierter Start      | Alberobello             | -6        |            |          |            |               |
| offizieller Start          | SP239                   | 0         |            |          |            |               |
| Bergwertung (4. Kategorie) | Putignano               | 16,6      | 0,9        | 372      | 6,1 %      | unbekannt     |
| Zwischensprint             | Polignano a Mare        | 39,3      |            |          |            |               |
| Red Bull-Kilometer         | Ostuni                  | 84,2      |            |          |            |               |
| Zwischensprint             | San Pancrazio Salentino | 135,3     |            |          |            |               |
| Ziel                       | Lecce                   | 189       |            |          |            |               |

## Rennverlauf
Unmittelbar nach dem Start setzte sich mit Francisco Muñoz (Polti VisitMalta) ein Fahrer vom Hauptfeld ab. Der Spanier fuhr einen maximalen Vorsprung von rund fünf Minuten heraus und führte das Rennen bis 57 Kilometer vor dem Ziel als Solist an. Dabei sicherte er sich die meisten Punkte bei der Bergwertung von Putignano, beim Zwischensprint von Polignano a Mare, sowie sechs Bonifikationssekunden beim Red Bull-Kilometer von Ostuni.
Dahinter setzte sich Sylvain Moniquet (Cofidis) bei der einzigen Bergwertung des Tages gegenüber Lorenzo Fortunato (XDS Astana) durch und reduzierte seinen Rückstand in dieser Sonderwertung um einen Punkt. Beim ersten Zwischensprint holte Jensen Plowright (Alpecin-Deceuninck) vor Olav Kooij (Visma-Lease a Bike), Mads Pedersen (Lidl-Trek) und Corbin Strong (Israel-Premier Tech) die meisten Punkte aus dem Hauptfeld. Nach einem Sturz im Peloton, in den auch Giulio Ciccone (Lidl-Trek), Romain Bardet (Picnic PostNL), Lucas Plapp (Jayco AlUla) und Matteo Moschetti (Q36.5) involviert waren, erreichten die Fahrer den Red-Bull Kilometer, bei dem sich Isaac Del Toro (UAE Team Emirates-XRG) im Sprint vor Primož Roglič (Red Bull-Bora-hansgrohe) die verbliebenen Bonussekunden sicherte.
Nachdem Francisco Muñoz eingeholt worden war, setzte sich Olav Kooij beim zweiten Zwischensprint vor Mads Pedersen, Kaden Groves (Alpecin-Deceuninck), Søren Kragh Andersen (Lidl-Trek) und Jensen Plowright durch. Auf dem abschließenden Rundkurs kam Søren Kragh Andersen zu Fall, wobei er sich einen Handgelenksbruch zuzog. Der Däne beendete dennoch die Etappe im vorgegebenen Zeitlimit. Im Sprint um den Etappensieg setzte sich schlussendlich der Niederländer Casper van Uden (Team Picnic PostNL) vor Olav Kooij und Maikel Zijlaard (Tudor) durch.
Mads Pedersen verteidigte das Rosa Trikot und lag nun sieben Sekunden vor Primož Roglič, der sich zwei Bonussekunden beim Red Bull-Kilometer gesichert hatte. Mathias Vacek (Lidl-Trek) verblieb mit einem Rückstand von 14 Sekunden auf dem dritten Gesamtrang und führte weiterhin die Nachwuchswertung an. In der Punkte- und Bergwertung kam es zu keinen nennenswerten Veränderungen, wobei Mads Pedersen und Lorenzo Fortunato weiterhin die beiden Sonderwertungen anführten. Das Team Lidl-Trek lag nach wie vor an der Spitze der Mannschaftswertung. Francisco Muñoz wurde zum aktivsten Fahrer gewählt, wobei nach der Aufgabe von Nickolas Zukowsky (Q36.5) 181 der 182 Starter das Ziel erreichten.

## Ergebnis
| \| Etappenergebnis \| Etappenergebnis \| Etappenergebnis \| Etappenergebnis \| Etappenergebnis \| \| Fahrer \| Fahrer \| Land \| Team \| Zeit \| \| --------------- \| ----------------- \| ---------------------- \| ----------------------------- \| --------------- \| \| 1. \| Casper van Uden \| Niederlande \| Team Picnic-PostNL \| 4 h 02 min 21 s \| \| 2. \| Olav Kooij \| Niederlande \| Team Visma \\| Lease a Bike \| + 0 s \| \| 3. \| Maikel Zijlaard \| Niederlande \| Tudor Pro Cycling Team \| + 0 s \| \| 4. \| Mads Pedersen \| Dänemark \| Lidl-Trek \| + 0 s \| \| 5. \| Kaden Groves \| Australien \| Alpecin-Deceuninck \| + 0 s \| \| 6. \| Sam Bennett \| Irland \| Decathlon-AG2R La Mondiale \| + 0 s \| \| 7. \| Paul Magnier \| Frankreich \| Soudal Quick-Step \| + 0 s \| \| 8. \| Ben Turner \| Vereinigtes Königreich \| Ineos Grenadiers \| + 0 s \| \| 9. \| Matteo Moschetti \| Italien \| Q36.5 Pro Cycling Team \| + 0 s \| \| 10. \| Enrico Zanoncello \| Italien \| VF Group-Bardiani CSF-Faizanè \| + 0 s \| |                   |                        |                               |                 |
| |                   |                        |                               |                 |
| Quelle: ProCyclingStats |                   |                        |                               |                 |
| Etappenergebnis |                   |                        |                               |                 |
| Fahrer | Fahrer            | Land                   | Team                          | Zeit            |
| 1. | Casper van Uden   | Niederlande            | Team Picnic-PostNL            | 4 h 02 min 21 s |
| 2. | Olav Kooij        | Niederlande            | Team Visma \| Lease a Bike    | + 0 s           |
| 3. | Maikel Zijlaard   | Niederlande            | Tudor Pro Cycling Team        | + 0 s           |
| 4. | Mads Pedersen     | Dänemark               | Lidl-Trek                     | + 0 s           |
| 5. | Kaden Groves      | Australien             | Alpecin-Deceuninck            | + 0 s           |
| 6. | Sam Bennett       | Irland                 | Decathlon-AG2R La Mondiale    | + 0 s           |
| 7. | Paul Magnier      | Frankreich             | Soudal Quick-Step             | + 0 s           |
| 8. | Ben Turner        | Vereinigtes Königreich | Ineos Grenadiers              | + 0 s           |
| 9. | Matteo Moschetti  | Italien                | Q36.5 Pro Cycling Team        | + 0 s           |
| 10. | Enrico Zanoncello | Italien                | VF Group-Bardiani CSF-Faizanè | + 0 s           |

## Gesamtstände
| \| Gesamtwertung \| Gesamtwertung \| Gesamtwertung \| Gesamtwertung \| Gesamtwertung \| \| Fahrer \| Fahrer \| Land \| Team \| Zeit \| \| ------------- \| ----------------- \| ---------------------- \| -------------------------- \| ---------------- \| \| 1. \| Mads Pedersen \| Dänemark \| Lidl-Trek \| 11 h 44 min 31 s \| \| 2. \| Primož Roglič \| Slowenien \| Red Bull-Bora-Hansgrohe \| + 7 s \| \| 3. \| Mathias Vacek \| Tschechien \| Lidl-Trek \| + 14 s \| \| 4. \| Brandon McNulty \| Vereinigte Staaten \| UAE Team Emirates XRG \| + 21 s \| \| 5. \| Isaac Del Toro \| Mexiko \| UAE Team Emirates XRG \| + 22 s \| \| 5. \| Juan Ayuso \| Spanien \| UAE Team Emirates XRG \| + 25 s \| \| 6. \| Max Poole \| Vereinigtes Königreich \| Team Picnic-PostNL \| + 33 s \| \| 7. \| Antonio Tiberi \| Italien \| Bahrain Victorious \| + 34 s \| \| 8. \| Michael Storer \| Australien \| Tudor Pro Cycling Team \| + 36 s \| \| 9. \| Giulio Pellizzari \| Italien \| Red Bull-Bora-Hansgrohe \| + 41 s \| \| 10. \| Simon Yates \| Vereinigtes Königreich \| Team Visma \\| Lease a Bike \| + 42 s \| |                   |                        |                            |                  |
| |                   |                        |                            |                  |
| Quelle: ProCyclingStats |                   |                        |                            |                  |
| Gesamtwertung |                   |                        |                            |                  |
| Fahrer | Fahrer            | Land                   | Team                       | Zeit             |
| 1. | Mads Pedersen     | Dänemark               | Lidl-Trek                  | 11 h 44 min 31 s |
| 2. | Primož Roglič     | Slowenien              | Red Bull-Bora-Hansgrohe    | + 7 s            |
| 3. | Mathias Vacek     | Tschechien             | Lidl-Trek                  | + 14 s           |
| 4. | Brandon McNulty   | Vereinigte Staaten     | UAE Team Emirates XRG      | + 21 s           |
| 5. | Isaac Del Toro    | Mexiko                 | UAE Team Emirates XRG      | + 22 s           |
| 5. | Juan Ayuso        | Spanien                | UAE Team Emirates XRG      | + 25 s           |
| 6. | Max Poole         | Vereinigtes Königreich | Team Picnic-PostNL         | + 33 s           |
| 7. | Antonio Tiberi    | Italien                | Bahrain Victorious         | + 34 s           |
| 8. | Michael Storer    | Australien             | Tudor Pro Cycling Team     | + 36 s           |
| 9. | Giulio Pellizzari | Italien                | Red Bull-Bora-Hansgrohe    | + 41 s           |
| 10. | Simon Yates       | Vereinigtes Königreich | Team Visma \| Lease a Bike | + 42 s           |

| Punktewertung | Punktewertung      | Punktewertung          | Punktewertung              | Punktewertung |
| Fahrer        | Fahrer             | Land                   | Team                       | Punkte        |
| ------------- | ------------------ | ---------------------- | -------------------------- | ------------- |
| 1.            | Mads Pedersen      | Dänemark               | Lidl-Trek                  | 83 P.         |
| 2.            | Olav Kooij         | Niederlande            | Team Visma \| Lease a Bike | 52 P.         |
| 3.            | Casper van Uden    | Niederlande            | Team Picnic-PostNL         | 50 P.         |
| 4.            | Alessandro Tonelli | Italien                | Team Polti VisitMalta      | 35 P.         |
| 5.            | Maikel Zijlaard    | Niederlande            | Tudor Pro Cycling Team     | 25 P.         |
| 6.            | Orluis Aular       | Venezuela              | Movistar Team              | 24 P.         |
| 7.            | Corbin Strong      | Neuseeland             | Israel-Premier Tech        | 22 P.         |
| 8.            | Kaden Groves       | Australien             | Alpecin-Deceuninck         | 19 P.         |
| 9.            | Joshua Tarling     | Vereinigtes Königreich | Ineos Grenadiers           | 18 P.         |
| 10.           | Wout van Aert      | Belgien                | Team Visma \| Lease a Bike | 18 P.         |

| Bergwertung | Bergwertung        | Bergwertung | Bergwertung                   | Bergwertung |
| Fahrer      | Fahrer             | Land        | Team                          | Punkte      |
| ----------- | ------------------ | ----------- | ----------------------------- | ----------- |
| 1.          | Lorenzo Fortunato  | Italien     | XDS Astana Team               | 29 P.       |
| 2.          | Sylvain Moniquet   | Belgien     | Cofidis                       | 20 P.       |
| 3.          | Pello Bilbao       | Spanien     | Bahrain Victorious            | 12 P.       |
| 4.          | Alessandro Tonelli | Italien     | Team Polti VisitMalta         | 11 P.       |
| 5.          | Giulio Ciccone     | Italien     | Lidl-Trek                     | 9 P.        |
| 6.          | Alessandro Verre   | Italien     | Arkéa-B&B Hotels              | 8 P.        |
| 7.          | Chris Hamilton     | Australien  | Team Picnic-PostNL            | 6 P.        |
| 8.          | Mads Pedersen      | Dänemark    | Lidl-Trek                     | 4 P.        |
| 9.          | Mathias Vacek      | Tschechien  | Lidl-Trek                     | 4 P.        |
| 10.         | Manuele Tarozzi    | Italien     | VF Group-Bardiani CSF-Faizanè | 4 P.        |

| Nachwuchswertung | Nachwuchswertung     | Nachwuchswertung       | Nachwuchswertung              | Nachwuchswertung |
| Fahrer           | Fahrer               | Land                   | Team                          | Zeit             |
| ---------------- | -------------------- | ---------------------- | ----------------------------- | ---------------- |
| 1.               | Mathias Vacek        | Tschechien             | Lidl-Trek                     | 11 h 44 min 45 s |
| 2.               | Isaac Del Toro       | Mexiko                 | UAE Team Emirates XRG         | + 8 s            |
| 3.               | Juan Ayuso           | Spanien                | UAE Team Emirates XRG         | + 11 s           |
| 4.               | Max Poole            | Vereinigtes Königreich | Team Picnic-PostNL            | + 19 s           |
| 5.               | Antonio Tiberi       | Italien                | Bahrain Victorious            | + 20 s           |
| 6.               | Giulio Pellizzari    | Italien                | Red Bull-Bora-Hansgrohe       | + 26 s           |
| 7.               | Davide Piganzoli     | Italien                | Team Polti VisitMalta         | + 35 s           |
| 8.               | Felix Engelhardt     | Deutschland            | Team Jayco AlUla              | + 1 min 11 s     |
| 9.               | Alessandro Pinarello | Italien                | VF Group-Bardiani CSF-Faizanè | + 2 min 10 s     |
| 10.              | Marco Frigo          | Italien                | Israel-Premier Tech           | + 2 min 29 s     |

| Mannschaftswertung | Mannschaftswertung         | Mannschaftswertung           | Mannschaftswertung |
| Team               | Team                       | Land                         | Zeit               |
| ------------------ | -------------------------- | ---------------------------- | ------------------ |
| 1.                 | Lidl-Trek                  | Vereinigte Staaten           | 35 h 14 min 23 s   |
| 2.                 | UAE Team Emirates XRG      | Vereinigte Arabische Emirate | + 7 s              |
| 3.                 | Red Bull-BORA-hansgrohe    | Deutschland                  | + 15 s             |
| 4.                 | Team Visma \| Lease a Bike | Niederlande                  | + 47 s             |
| 5.                 | Movistar Team              | Spanien                      | + 1 min 35 s       |
| 6.                 | Team Jayco AlUla           | Australien                   | + 2 min 10 s       |
| 7.                 | Q36.5 Pro Cycling Team     | Schweiz                      | + 2 min 41 s       |
| 8.                 | XDS Astana Team            | Kasachstan                   | + 3 min 00 s       |
| 9.                 | Bahrain-Victorious         | Bahrain                      | + 3 min 24 s       |
| 10.                | Team Picnic-PostNL         | Niederlande                  | + 3 min 25 s       |

## Ausgeschiedene Fahrer
- Nickolas Zukowsky (Q36.5 Pro Cycling Team): aufgrund eines Sturzes während der Etappe aufgegeben, erlitt einen Schlüsselbeinbruch.[4]